# Hartai Attila
Hartai Attila (Újudvar, 1988. augusztus 8. –) magyar válogatott lábtoll-labdázó, ötszörös világbajnoki bronzérmes, hatszoros Európa-bajnok, 26-szoros országos bajnok, a lábtoll-labda sportág „Örökös Bajnoka”. 

## Pályafutása
Hartai Attila az 1988-as nagy generáció tagja, aki a Nagykanizsa ZSE lábtoll-labda-klubjában versenyzett. Már egész fiatalon kitűnt kortársai közül nagy fizikumával, kiváló játékával és örökös győzni akarásával. 10 évesen 1998-ban már tagja volt a Balogh Tibor, Hartai Attila, Miholics Szabolcs, Szabó Zoltán összeállítású gyermek-bajnokcsapatnak. A korai kezdés miatt több évet eltöltött a gyermek korcsoportban, így sikerült nyernie négyszer gyermek bajnokságot csapatban és kétszer egyéniben. Még gyermek korcsoportos lábtoll-labdázó volt, amikor már a serdülők között is bajnokságot tudott nyerni. Ezt a sikert később többször is megismételte, hiszen serdülőként nyert ifjúsági bajnokságot, majd 2002-ben mindössze 14 évesen hódította el karrierje első felnőtt országos bajnoki címét. 10-szer nyert Hungarian Opent: 2003-ban, 2004-ben, 2005-ben, 2006-ban, 2007-ben és 2009-ben hármasban Balikó Attila, Barócsi Andor, Csizmadia Tamás, Takács Endre és Tóth Gábor társaságában. Egyéniben négyszer – 2003-ban, 2007-ben, 2008-ban, és 2009-ben – állhatott fel a dobogó legfelső fokára. A magyar válogatottban is egyedülálló eredményeket ért el. Kétszer szerepelt a világbajnokságon. 2005-ben Guangzhouban (Kína) férfi párosban Barócsi Andorral bronzérmet szerzett, ezzel a magyar lábtoll-labdázás történetében ők voltak az első európai lábtoll-labdázók, akik kínai versenyzőket győztek le, ugyanitt vegyes párosban is bronzérmes volt Budavölgyi Veronikával. 2007-ben Szolnokon hármasban Barócsi Andorral, Csizmadia Tamással és Takács Endrével, vegyes párosban ismét Budavölgyi Veronikával állhatott a dobogó harmadik fokán. Az Európa-bajnokságokon is eredményesen szerepelt, 2008-ban Szerbiában háromszoros Európa-bajnok volt. Egyéniben, párosban Takács Endrével, hármasban Arany Bálinttal, Huszár Emillel és Takács Endrével. 2010-ben Marseille-ben a hármast Arany Bálinttal és Takács Endrével nyerte. Hartai Attila sikereit kiváló edzőinek, Takács Tamásnak és Budavölgyi Kálmánnak, a jó közösségnek, a Nagykanizsa ZSE-nek, a kiváló csapat- és páros társainak és saját tehetségének köszönheti. A lábtoll-labdában hihetetlen megoldásai voltak, a vállal és a talppal talpalásra feladott labdái különlegesség számba mentek. Az új generáció máig sok olyan érintést, rúgást alkalmaz, amit tőle láttak. 2014-ben a hazai rendezésű Kanizsa Kupán csapatgyőzelemmel búcsúzva fejezte be pályafutását. 

## Legfontosabb eredményei

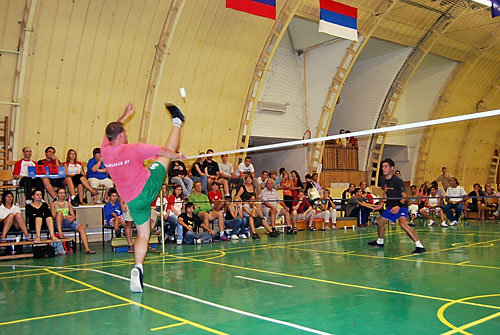
Hartai Attila 2009-ben, a XIV. Hungarian Openen

- 80-szor játszott a magyar válogatottban
- ötszörös világbajnoki bronzérmes
- hatszor nyert Európa-bajnokságot
- 10-szeres Hungarian Open győztes (hatszor csapatban, négyszer egyéniben)
- kétszeres German Open győztes
- 26-szor nyert felnőtt országos bajnokságot
- 16-szoros magyar ranglistagyőztes
- ötször volt az év játékosa (2005-2009)
- 2014-ben kiérdemelte a lábtoll-labda sportág örökös bajnoki címét (ennek a kitüntetésnek a feltétele 25 db megnyert felnőtt országos bajnoki cím)